# Chuột Lemming
Lemming là một tông động vật gặm nhấm nhỏ trong họ Cricetidae, thường được tìm thấy trong hoặc gần Bắc Cực, trong quần xã sinh vật vùng lãnh nguyên. Chúng là động vật dưới tuyết, và cùng đồng và muskrat, chúng tạo nên phân họ Arvicolinae(còn được gọi là Microtinae), tạo thành một phần của bức xạ động vật có vú lớn nhất đến nay, các siêu họ Muroidea, mà cũng bao gồm chuột cống, chuột nhắt, chuột đồng, và chuột nhảy.

## Mô tả
Chuột Lemming cân nặng từ 30 đến 112 g (1,1-4,0 oz) và dài khoảng 7 đến 15 cm. Chúng thường lông mềm và dài, và đuôi rất ngắn. Chúng là động vật ăn cỏ, ăn chủ yếu trên lá và chồi, cỏ, và sedges đặc biệt, ăn rễ và củ. Đôi khi, chúng sẽ ăn các ấu trùng. Cũng giống như động vật gặm nhấm khác, răng cửa của chúng phát triển liên tục, cho phép chúng tồn tại trên nền cỏ khó khăn hơn nhiều hơn bình thường có thể.
Lemming không ngủ đông qua mùa đông khắc nghiệt phía Bắc. Chúng vẫn còn hoạt động, tìm kiếm thức ăn bằng cách đào hang qua tuyết và sử dụng các loại cỏ được cắt bớt và được lưu trữ trước. Chúng là động vật đơn độc bởi bản chất, chỉ đáp ứng giao phối và sau đó sẽ cách riêng biệt của chúng, nhưng giống như tất cả các động vật gặm nhấm, chúng có một tỷ lệ sinh sản cao và có thể sinh sản nhanh khi thức ăn dồi dào.

## Quan niệm sai lầm
Những quan niệm sai lầm về chuột lemming đã có từ nhiều thế kỷ. Vào những năm 1530, nhà địa lý học Zeigler ở Strasbourg đã đề xuất giả thuyết rằng các sinh vật này rơi khỏi bầu trời trong thời tiết bão táp  và sau đó chết đột ngột khi cỏ mọc vào mùa xuân. Mô tả này đã bị mâu thuẫn bởi nhà sử học tự nhiên Ole Worm, người đã chấp nhận rằng những con chuột lemming có thể rơi khỏi bầu trời, nhưng tuyên bố rằng chúng đã được gió mang đến chứ không phải do thế hệ tự phát tạo ra. Worm lần đầu tiên công bố các phân tích của một lemming, cho thấy chúng tương tự về mặt giải phẫu với hầu hết các loài gặm nhấm khác như chuột đồng và chuột đồng, và công trình của Carl Linnaeus đã chứng minh rằng chúng có nguồn gốc tự nhiên.
Chuột lemming đã trở thành chủ đề của một quan niệm sai lầm phổ biến rộng rãi rằng chúng bị buộc phải phạm tự sát hàng loạt khi chúng di cư bằng cách nhảy ra khỏi vách đá. Đó không phải là sự tự sát hàng loạt có chủ ý nơi con vật tự nguyện chọn chết, mà là kết quả của hành vi di cư của chúng. Được thúc đẩy bởi những thúc giục sinh học mạnh mẽ, một số loài lemming có thể di cư theo nhóm lớn khi mật số lượng trở nên quá lớn. Chúng có thể bơi và có thể chọn vượt qua một vùng nước để tìm kiếm một môi trường sống mới. Trong những trường hợp như vậy, nhiều con chết đuối nếu cơ thể được chọn là một đại dương, hoặc trong mọi trường hợp quá rộng đến mức vượt quá khả năng vật lý của chúng. Điều này, những biến động không giải thích được trong số lượng của chuột lemming Na Uy, và có lẽ là một sự nhầm lẫn nhỏ về ngữ nghĩa (tự tử không bị giới hạn trong sự cân nhắc tự nguyện, mà còn là kết quả của sự dại dột), đặc biệt là sau khi hành vi này được dàn dựng trong bộ phim tài liệu Walt Disney White Wild wild năm 1958. Bản thân quan niệm sai lầm này đã cũ hơn rất nhiều, có từ thời ít nhất là vào cuối thế kỷ 19, trong số ra tháng 8 năm 1877 của nguyệt san Popular Science Monthly, dường như những con chuột lemming tự tử bơi Đại Tây Dương để tìm kiếm Đại Tây Dương lục địa chìm của Lemuria.
Một huyền thoại khác có thể bắt nguồn từ bản chất hung hăng dữ dội của những con chuột lemming trong thời kỳ bùng nổ số lượng, và những thức ăn thừa tương ứng của những kẻ điên cuồng săn mồi: những con chuột lemming không nổ tung.